# Эрберг, Антон фон
Антон Фрейхер фон Эрберг (1695, Дол, около Любляны — 1746) — австрийский историк и философ
.
Школьное образование получил в Каринтии, в 1711 году вступил в орден иезуитов, был профессором богословия и философии в Вене и Граце, также был ректором в Любляне. Известен как автор целого ряда географических, теологических, исторических и философских сочинений.
Главные его труды: «Topographia ducatuum Carinthiae et Carniolae» (1728); «Discussio peripatetica, in qua philosophiae Cartesianae principia examinantur» (1730); «De Concilis oecumenicis» (Грац, 1737); «Epitome controversiarum religionem spectantium» (1739); «Theologia speculativa» (1747); «Institutiones dialecticae» (Вена, 1750); «Cursus philosophicus methodo scholastica elucubratus» (там же, 1751); «Theologiae dogmaticae tractatus I—VIII» (там же, 1747—1748).